# Agents of S.H.I.E.L.D. (5.ª temporada)
A quinta temporada da série de televisão americana Agents of S.H.I.E.L.D., baseada na organização S.H.I.E.L.D. da Marvel Comics, segue Phil Coulson e outros aliados e agentes da S.H.I.E.L.D. enquanto tentam salvar o mundo de um futuro apocalíptico. É ambientado no Universo Cinematográfico da Marvel (MCU) e reconhece a continuidade dos filmes da franquia. A temporada foi produzida pela ABC Studios, Marvel Television e Mutant Enemy Productions, com Jed Whedon, Maurissa Tancharoen e Jeffrey Bell atuando como showrunners.
Ao lado de Clark Gregg, que reprisa seu papel como Coulson dos filmes, os principais membros do elenco Ming-Na Wen, Chloe Bennet, Iain De Caestecker, Elizabeth Henstridge e Henry Simmons retornam das temporadas anteriores, enquanto Natalia Cordova-Buckley foi promovida a elenco principal depois de aparecer em um papel recorrente desde a terceira temporada. A temporada foi encomendada em maio de 2017. Devido à sua programação de transmissão, a temporada foi dividida em dois "pods": o primeiro vê a equipe da S.H.I.E.L.D. equipe transportada para um futuro em que a Terra foi destruída; no segundo, eles tentam impedir esse futuro no presente. O final da temporada se encaixa nos eventos do filme Vingadores: Guerra Infinita. A temporada inclui o 100º episódio da série e a estréia como diretor de Gregg na série.
A quinta temporada estreou em 1 de dezembro de 2017, teve 22 episódios e durou na ABC até 18 de maio de 2018. A estréia em duas partes estreou para 2,54 milhões de espectadores, marcando uma retração significativa em relação às temporadas anteriores. Apesar da baixa audiência, a recepção crítica da temporada foi positiva, com muitos elogiando a série por sua ambição, em particular elogiando o cenário espacial futurista durante sua primeira metade e explorando as viagens no tempo. A série foi renovada pela sexta temporada em 14 de maio de 2018.

## Elenco e Personagens
| - Clark Gregg como Phil Coulson - Ming-Na Wen como Melinda May - Chloe Bennet como Daisy Johnson / Tremor - Iain De Caestecker como Leo Fitz - Elizabeth Henstridge como Jemma Simmons - Henry Simmons como Alphonso "Mack" Mackenzie - Natalia Cordova-Buckley como Elena "Yo-Yo" Rodriguez | - Jeff Ward como Deke Shaw - Joel Stoffer como Enoch - Eve Harlow como Tess - Dominic Rains como Kasius - Florence Faivre como Sinara - Pruitt Taylor Vince como Grill - Coy Stewart como Flint - Catherine Dent como Hale - Lola Glaudini como Polly Hinton - Dove Cameron como Ruby Hale - Brian Patrick Wade como Carl Creel - Briana Venskus como Piper - Maximilian Osinski como Davis - Spencer Treat Clark como Werner von Strucker - Peter Mensah como Qovas - Adrian Pasdar como Glenn Talbot / Graviton | - Nick Blood como Lance Hunter - J. August Richards as Mike Peterson / Deathlok - Zach McGowan as Anton Ivanov / O Superior - Reed Diamond como Daniel Whitehall - Adam Faison as Jasper Sitwell - Joey Defore as Wolfgang von Strucker - Ruth Negga as Raina - David Conrad as Ian Quinn |

## Episódios
| N.º na série | N.º na temp. | Título                                                                | Dirigido por                                         | Escrito por                                                         | Exibição original      | Audiência (milhões) |
| --- | ------------ | --------------------------------------------------------------------- | ---------------------------------------------------- | ------------------------------------------------------------------- | ---------------------- | ------------------- |
| 89-90 | 1-2          | "Orientation" "(Orientação)" (BR)                                     | Jesse Bochco (episódio 1) David Solomon (episódio 2) | Jed Whedon & Maurissa Tancharoen (episódio 1) DJ Doyle (episódio 2) | 1 de dezembro de 2017  | 2.54                |
| Coulson e a equipe se encontram em uma misteriosa nave no espaço sideral, e esse é apenas o começo do pesadelo que está por vir. Quando descobrem que estavam errados sobre exatamente aonde estavam, a equipe precisa se separar para tentar investigar. Mas como sempre, as coisas dão errado. |              |                                                                       |                                                      |                                                                     |                        |                     |
| 91 | 3            | "A Life Spent" "(Uma Vida Passada)" (BR)                              | Kevin Hooks                                          | Nora Zuckerman & Lilla Zuckerman                                    | 8 de dezembro de 2017  | 1.93                |
| Daisy decide resgatar Simmons e está disposta a fazer qualquer coisa para salvá-la. Simmons tenta ajudar uma nova inumana. O resto da equipe tenta descobrir mais sobre o que Virgil sabia. |              |                                                                       |                                                      |                                                                     |                        |                     |
| 92 | 4            | "A Life Earned" "(Uma Vida Ganha)" (BR)                               | Stan Brooks                                          | Drew Z. Greenberg                                                   | 15 de dezembro de 2017 | 1.84                |
| Coulson e a equipe descobrem quais são as verdadeiras intenções de seus captores. E no espaço, a fuga não é uma opção. |              |                                                                       |                                                      |                                                                     |                        |                     |
| 93 | 5            | "Rewind" "(Rebobinar)" (BR)                                           | Jesse Bochco                                         | Craig Titley                                                        | 22 de dezembro de 2017 | 2.40                |
| Com a ajuda surpreendente de Lance Hunter, nada poderá impedir Fitz de encontrar a equipe perdida à medida que a sua incrível jornada é revelada. |              |                                                                       |                                                      |                                                                     |                        |                     |
| 94 | 6            | "Fun & Games" "(Diversão E Jogos)" (BR)                               | Clark Gregg                                          | Brent Fletcher                                                      | 5 de janeiro de 2018   | 2.49                |
| Com a vida de Daisy em perigo, um amigo inesperado tenta resgatá-la. |              |                                                                       |                                                      |                                                                     |                        |                     |
| 95 | 7            | "Together or Not at All" "(Juntos Ou Nada Mais)" (BR)                 | Brad Turner                                          | Matt Owens                                                          | 12 de janeiro de 2018  | 2.31                |
| Assim que a equipe se reúne, eles se tornam presas de um invicto guerreiro Kree que está empenhado em matá-los. |              |                                                                       |                                                      |                                                                     |                        |                     |
| 96 | 8            | "The Last Day" "(O Último Dia)" (BR)                                  | Nina Lopez-Corrado                                   | James C. Oliver & Sharla Oliver                                     | 19 de janeiro de 2018  | 2.41                |
| Coulson e a equipe descobrem que a pessoa mais inesperada do passado da S.H.I.E.L.D. pode ter a chave para impedir a destruição da Terra. |              |                                                                       |                                                      |                                                                     |                        |                     |
| 97 | 9            | "Best Laid Plans" "(Melhores Planos)" (BR)                            | Garry A. Brown                                       | George Kitson                                                       | 26 de janeiro de 2018  | 2.27                |
| Mack, Yo-Yo e Flint lutam para manter todos vivos e iniciam uma revolução contra os Kree, enquanto os demais agentes se esforçam para voltar e colocar o plano em prática. |              |                                                                       |                                                      |                                                                     |                        |                     |
| 98 | 10           | "Past Life" "(Vida Passada)" (BR)                                     | Eric Laneuville                                      | DJ Doyle                                                            | 2 de fevereiro de 2018 | 2.22                |
| Os agentes da SHIELD ganham uma última chance de retornarem para o passado, mas as suas ações podem resultar em consequências fatais. |              |                                                                       |                                                      |                                                                     |                        |                     |
| 99 | 11           | "All the Comforts of Home" "(Todos Os Confortos Do Lar)" (BR)         | Kate Woods                                           | Drew Z. Greenberg                                                   | 2 de março de 2018     | 1.90                |
| Coulson e a equipe planejam reescrever o destino da humanidade, mas eles não sabem que os seus esforços irão mudar drasticamente a vida de um agente da SHIELD. |              |                                                                       |                                                      |                                                                     |                        |                     |
| 100 | 12           | "The Real Deal" "(O Negócio Real)" (BR)                               | Kevin Tancharoen                                     | Jed Whedon, Maurissa Tancharoen & Jeffrey Bell                      | 9 de março de 2018     | 2.04                |
| Coulson finalmente revela para a equipe quais foram os termos do seu misterioso acordo com o Motoqueiro Fantasma. Os agentes ficarão chocados com a revelação. |              |                                                                       |                                                      |                                                                     |                        |                     |
| 101 | 13           | "Principia" "(Principia)" (BR)                                        | Brad Turner                                          | Craig Titley                                                        | 16 de março de 2018    | 2.07                |
| A equipe procura Gravitonium para salvar o mundo. |              |                                                                       |                                                      |                                                                     |                        |                     |
| 102 | 14           | "The Devil Complex" "(O Complexo Do Demônio)" (BR)                    | Nina Lopez-Corrado                                   | Matt Owens                                                          | 23 de março de 2018    | 2.07                |
| Fitz e Simmons encaram os seus maiores medos enquanto buscam uma maneira de selar a fenda. |              |                                                                       |                                                      |                                                                     |                        |                     |
| 103 | 15           | "Rise And Shine" "(Levante-se E Brilhe)" (BR)                         | Jesse Bochco                                         | Iden Baghdadchi                                                     | 30 de março de 2018    | 1.88                |
| Coulson descobre o verdadeiro plano da General Hale, e pode significar o fim do mundo. |              |                                                                       |                                                      |                                                                     |                        |                     |
| 104 | 16           | "Inside Voices" "(Vozes Internas)" (BR)                               | Salli Richardson-Whitfield                           | Mark Leitner                                                        | 6 de abril de 2018     | 2.08                |
| Coulson é forçado a se unir com aliados surpreendentes para salvar o mundo, enquanto os agentes da SHIELD tentam resgatá-lo. |              |                                                                       |                                                      |                                                                     |                        |                     |
| 105 | 17           | "The Honeymoon" "(A Lua De Mel)" (BR)                                 | Garry A. Brown                                       | James C. Oliver e Sharla Oliver                                     | 13 de abril de 2018    | 1.82                |
| Enquanto a vida de um agente fica em perigo, Fitz, Simmons e Yo-Yo tentam neutralizar uma arma que pode ter uma função na destruição da Terra. |              |                                                                       |                                                      |                                                                     |                        |                     |
| 106 | 18           | "All Roads Lead" "(Todas As Estradas Levam)" (BR)                     | Jennifer Lynch                                       | George Kitson                                                       | 20 de abril de 2018    | 1.67                |
| A equipe precisa encontrar uma maneira de deter Ruby antes que a profetizada reação em cadeia que pode destruir a Terra seja iniciada. |              |                                                                       |                                                      |                                                                     |                        |                     |
| 107 | 19           | "Option Two" "(Segunda Opção)" (BR)                                   | Kevin Tancharoen                                     | Nora Zuckerman e Lilla Zuckerman                                    | 27 de abril de 2018    | 1.68                |
| Uma nave alienígena flutua sobre o Farol. Daisy parte em uma missão secreta para encontrar uma cura para Coulson. Os Agentes se preparam para a invasão inevitável. Será esse o início do fim?                                                                                                   |              |                                                                       |                                                      |                                                                     |                        |                     |
| 108 | 20           | "The One Who Will Save Us All" "(Aquele Que Irá Salvar A Todos)" (BR) | Cherie Gierhart                                      | Brent Fletcher                                                      | 4 de maio de 2018      | 1.65                |
| Um recém-determinado Talbot leva Coulson para enfrentar o inimigo e tenta evitar a destruição da Terra. |              |                                                                       |                                                      |                                                                     |                        |                     |
| 109 | 21           | "The Force of Gravity" "(A Força Da Gravidade)" (BR)                  | Kevin Tancharoen                                     | Drew Z. Greenberg & Craig Titley                                    | 11 de maio de 2018     | 1.94                |
| O futuro de Daisy como a Destruidora de Mundos sofre uma drástica mudança. |              |                                                                       |                                                      |                                                                     |                        |                     |
| 110 | 22           | "The End" "(O Fim)" (BR)                                              | Jed Whedon                                           | Jed Whedon & Maurissa Tancharoen                                    | 18 de maio de 2018     | 1.88                |
| A vida ou a morte de Coulson é o desafio no qual a equipe se encontra, pois a decisão errada causará a destruição da Terra. |              |                                                                       |                                                      |                                                                     |                        |                     |